# يوليوس شترايخر

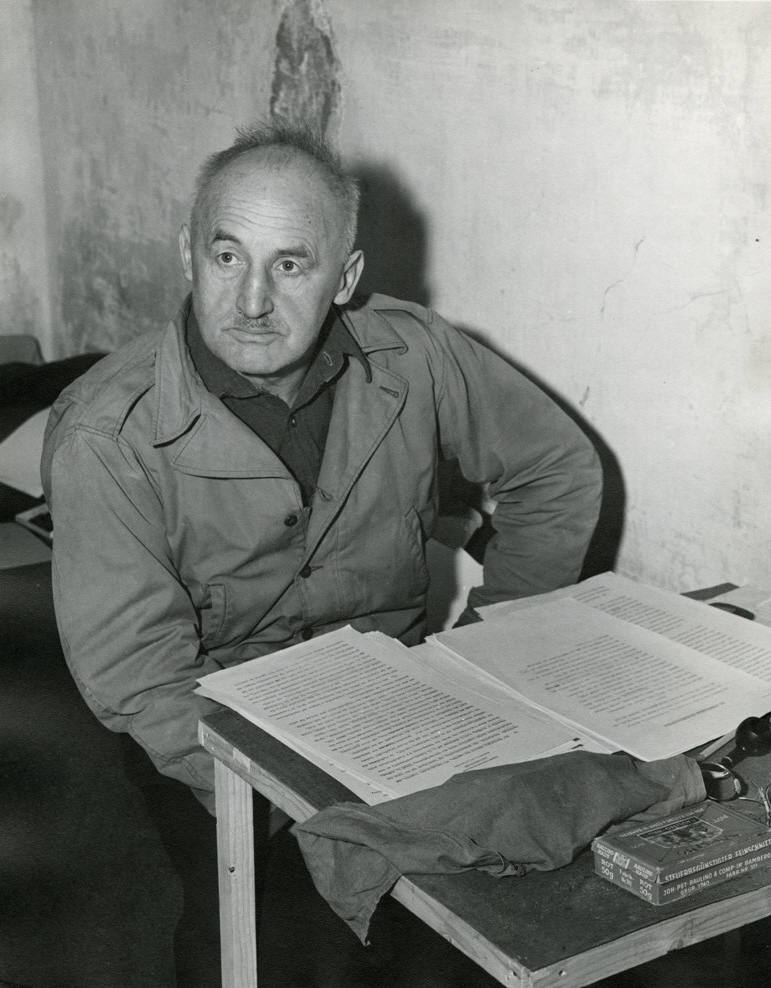
جوليوس شترايخر خلال التحقيق معه في شهر نوفمبر 1945م ، ونشرتها الحكومة الأمريكية.

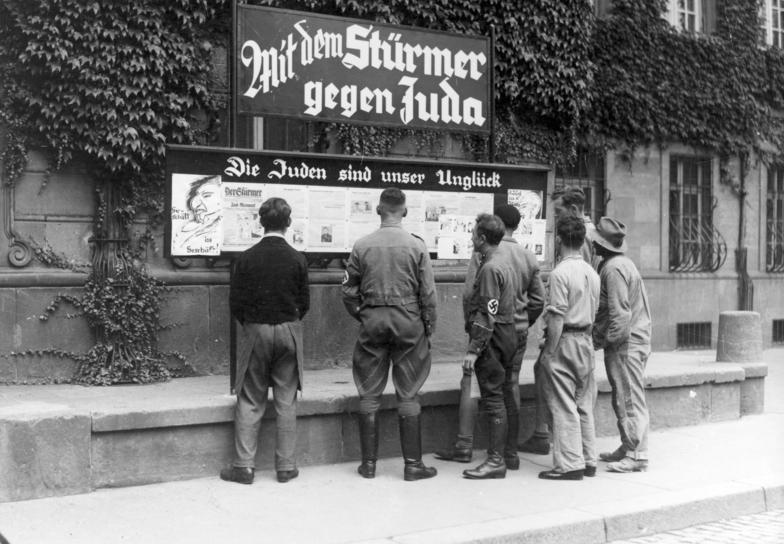
صفحات منشورة معادية لليهود عام 1933م.

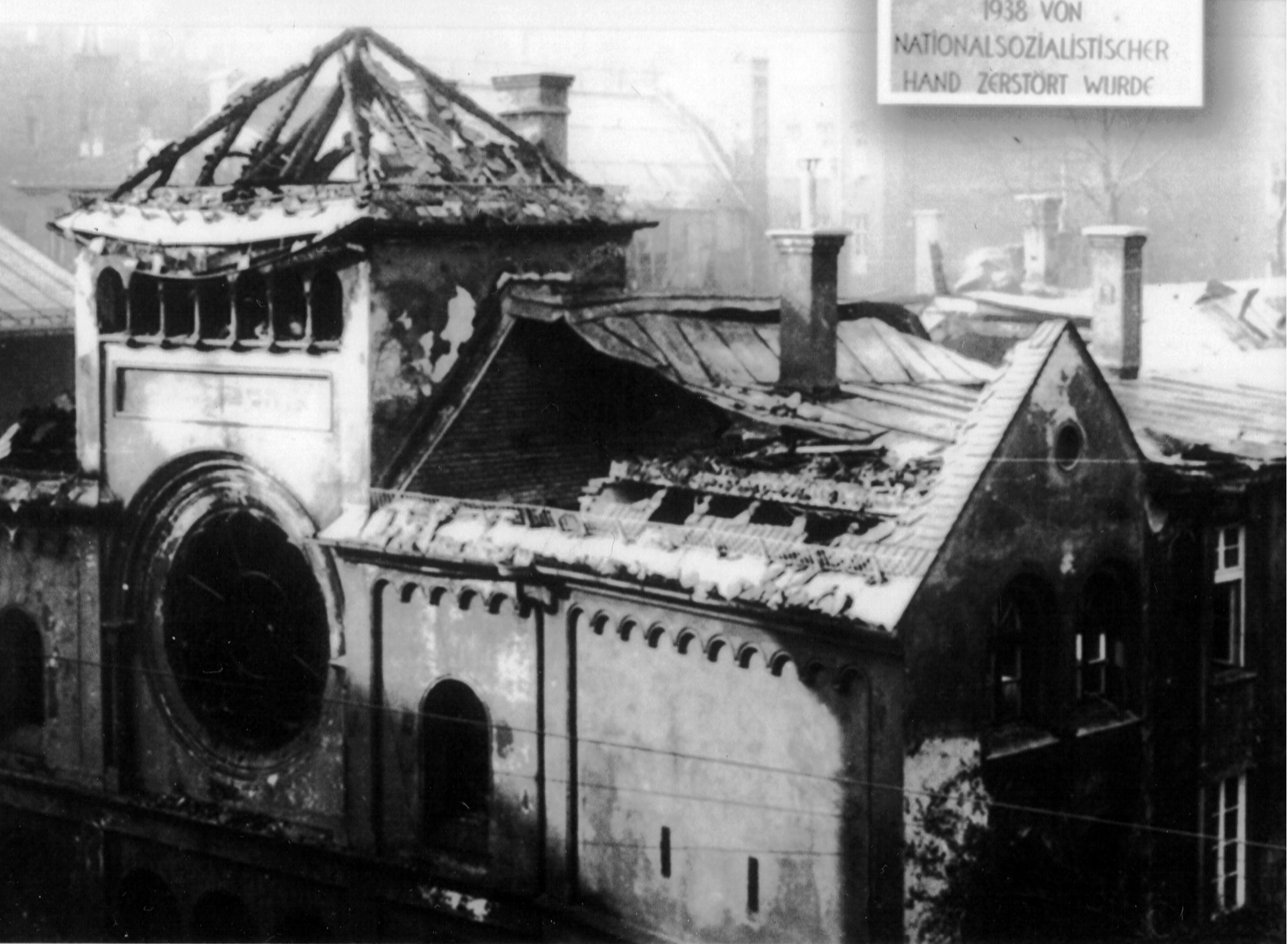
مبنى للمالك اليهودي أكيل يعقوب أحترقت في ألمانيا عام 1938م.

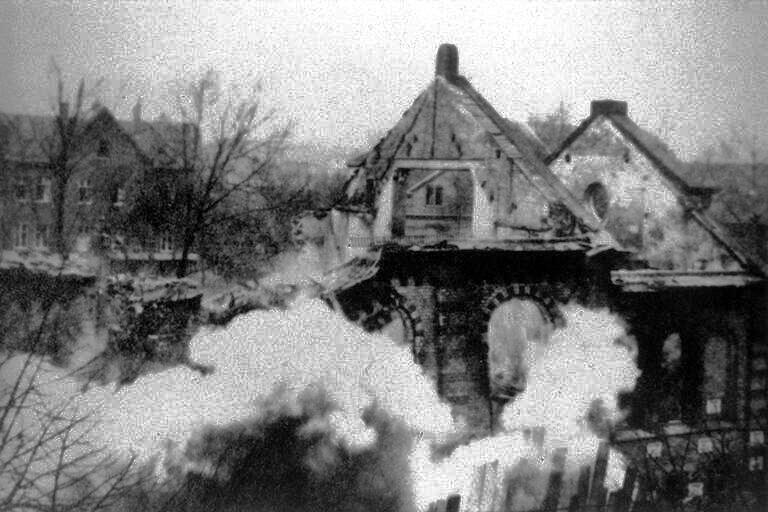
تدمير ماتبقى من الأملاك اليهودية في مايعرف "ليلة الزجاج المكسور".

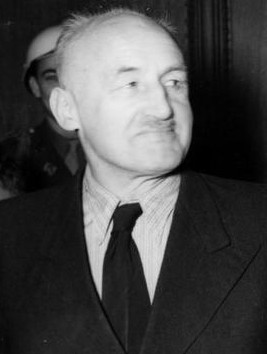
جوليوس شترايخر.

يوليوس شترايخر (بالألمانية: Julius Streicher) ، من مواليد 12 فبراير عام 1885م، وأعدم بتاريخ 16 أكتوبر عام 1946م، وهو قائد نازي وناشر صحيفة دير شتورمر والتي تعني باللغة الألمانية (المهاجم) ، ودير شتورمر هي صحيفة معادية لليهود ويحرض على تخليص ألمانيا من الوجود اليهودي، وكما كان من المساهمين لنشر كتاب فرية الدم.

## نشأته
ولد جوليوس في مدينة فلاينهيوسن بمملكة بافاريا ، فهو واحد من 9 أبناء للمعلم فيرديك شترايخر وزوجته ني وايس، عمل مدرسا للمدرسة الابتدائية كما فعل والده، وفي عام 1909م أصبح خبيرا سياسياً وسجل اسمه في الحزب الديمقراطي، وبعدها أصبح رجلاً سياسياً ينتقد الوجود اليهودي في ألمانيا، ” ، وخدم عسكرياً في الفايمر الألماني ومن ثم أصبح من كبار ضباط الجيش الرايخ الثالث، وحكمت عليه محكمة نوربورغ بالإعدام بتهمة مايسمى جرائم حرب إنسانية.

## أهم تصريحاته
ألقي خطابًا يتهم فيه اليهود بالسعي للسيطرة على العالم وتسخير غير اليهود لحياتهم. وطبقًا لما قاله "شترايخر"، فإن الإجابة الوحيدة لألمانيا هي حل القضية اليهودية.